# Hominina
Hominina (tj. "hominani") su antropomorfniji podtribus tribusa Hominini. Obilježava ih napredak u sve uspravnijemu dvonožnom kretanju. Jedina vrsta te skupine primata koja danas postoji je Homo sapiens. Nalazi fosila ukazuju da se ovaj podtribus odvojio od zajedničkih predaka s čimpanzinom lozom prije oko 3 do 5 milijuna godina.
U opisu ovoga podtribusa obično se navode rodovi Australopithecus, Paranthropus, Sahelanthropus tchadensis, Orrorin, Ardipithecus i Homo (rod). Međutim, o pojedinostima se još uvijek raspravlja, dok neki znanstvenici pokušavaju odrediti rodoslovni niz koljena u evoluciji čovjeka.
Ključne osobine ove skupine obuhvaćaju razne prilagodbe na terestrijalni, za razliku od arborealnog života. Jedna osobina je uspravan, dvonožni stav, te lubanja smještena na vrhu kralješničkoga stupa. Stopala nisu prilagođena hvatanju, za razliku od onih u ostalih primata, jer je nožni palac snažan i usmjeren paralelno s ostala četiri nožna prsta. Na ruci su se razvili suprotstavljivi palčevi, prilično vješti za baratanje predmetima.
U ovom trenutku, vjeruje se da je prije približno 2,6 milijuna godina Australopithecus počeo divergirati u dvije paralelne staze, s jedne strane prema Paranthropusu, robusnijemu, biljnoj prehrani prilagođenomu, zbog čega su mu bile potrebne snažnije čeljusti i kutnjaci, te jaki mišići lica koji su zahtijevali lubanjsku krijestu da ih povezuje. Drugi je put vodio prema rodu Homo sa srazmjerno većim mozgom, gracilnijim zubima i čeljustima. Oba su roda postojala istovremeno tijekom približno milijun i po godina.